# 脳磁図
脳磁図 (MEG)（のうじず、英: Magnetoencephalography）は、脳の電気的な活動によって生じる磁場を超伝導量子干渉計 (SQUIDs) と呼ばれる非常に感度の高いデバイスを用いて計測するイメージング技術である。この計測法は研究面、医療面の両方に利用される。例えば、脳外科手術の際に病変の位置を決定したり、脳科学研究の際に脳や神経フィードバックや他の様々な部分の機能を決定するのに用いられる。

## 脳磁図の歴史
脳磁図がはじめて計測に利用されたのは1968年にデービッド・コーエン (David Cohen) によってである。超伝導量子干渉計(SQUID)が利用される以前は、検出器として銅製の誘起コイル (インダクションコイル) が用いられた。背景磁場ノイズを減らすために、計測は磁場がシールドされた部屋で行われる。しかし、検出器の感受性の低さにより、脳磁図により得られた信号は乏しく、ノイズの多いもので、実用に難いものであった。彼が MIT にいた後半に、より良く磁場がシールドされた部屋を建設し、最初期の SQUID 検出器 (当時ちょうどツィンマーマン (Zimmerman)によって開発されたもの) を用いて、再度脳磁図による計測を行った。この時得られた信号は脳波計 (EEG) に匹敵するほどクリアなものであり、当時超伝導量子干渉計の使用法を模索していた物理学者の興味を惹きつけた。そのようにして、脳磁図が使用されるに到り、様々な種類の自発脳磁場、及び誘起脳磁場が計測されるようになった。
初期には、被験者の頭部の様々な位置における磁場を計測するために、SQUID 検出器による1センサー計測を繰り返し行っていた。しかし、それではあまりに煩雑なので、1980年代に脳磁図の製造者によって頭部を取り囲むデュワーを大きくし、内部のセンサーの数が増やされ測定精度が向上した。現在の脳磁図のデュワーはヘルメット形になり、内部には300ものセンサーが存在し、頭部のほぼ全域をカバーしている。このような方法により、被験者、または患者の脳磁場は素早く、効果的に得られるようになった。

## 脳磁場信号の基盤

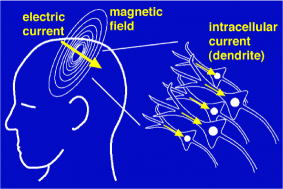
脳磁場の基盤。この生体内電流は脳波も生み出す

同期した神経活動により生じる電流は非常に弱い磁場を誘起し、脳磁図はこの磁場を計測する。しかし、この脳磁場は非常に弱く、大脳皮質 の活動では10 fT (フェムトテスラ)、ヒトのアルファ波で103 fT ほどである。一方、都市部において生じる環境磁場ノイズのオーダーは108 fT にもなる。したがって、生体磁場の計測にあたり、計測したい信号の小ささと、外部ノイズの大きさという2つの大きな問題が生じる。超伝導量子干渉計 (SQUID) という非常に感度の良い計測デバイスの進歩が脳磁場の解析に利用され、この問題に対処するのに用いられている。近年、光ポンピング磁力計でスピン偏極の緩和レートが小さくなる状態(SERF) を利用すれば,センサの感度が subfT/Hz1/2オーダまで到達可能であるという報告がなされ、SERF状態で動作する光ポンピング原子磁気センサに期待が寄せられている。また、測定体積が小さくても十分な感度を保つことが期待でき、多チャンネル化により高い空間分解能を持った磁場計測が可能になると予想され、光ポンピング原子磁気センサはこのSERF条件を利用することで原理的に超伝導量子干渉素子 (SQUID) を凌ぐ測定感度 (〜0.01 fT/Hz1/2) を有し、冷却装置を必要としないことから新たな脳磁図(MEG)用のセンサとして期待されている。
脳磁図と脳電図 (EEG) の元となるシグナルはシナプス伝達の際にニューロンの樹状突起で起きるイオン電荷の流れの、正味の効果による。マクスウェルの方程式に従えば、全ての電場はそれに直交する磁場を生み出す。その磁場を、脳磁図は計測するのである。脳活動によって生じる正味の電流は、ある所定の位置、向き、強さを持ち、空間的広がりの無い電流双極子として考えることが出来る。アンペールの法則から、電流双極子はその双極子のベクトル成分を軸とした磁場を生じさせる。
検出可能な信号を生み出すためには約50,000のニューロンの活動が必要である。
また、互いに強め合う磁場を生み出すには電流双極子の向きが揃っていなくてはならないことから、皮質にあって、脳表面に垂直に並ぶ錐体細胞の層が、計測可能な強さの磁場を生み出すこととなる。さらに、皮質の脳溝にあって、層状のニューロンが脳表面に対して平行な向きに並ぶ時のみ、頭外部でも検出可能な磁場が生み出される。研究者たちの手により、脳の奥深くの部分 (例えば非皮質性) の信号を検出するための様々な信号処理の手法が試されてきた。しかし、現時点において臨床的に利用可能な手法は存在しない。
多くの場合、活動電位は検出可能な磁場を生み出すことは出来ない点は注目に値する。それは主に、活動電位によって生じる電流は反対方向に流れるため、磁場が打ち消しあってしまうためである。しかし、末梢神経における活動電位によって生じる磁場は検出可能である。

## 磁場のシールド
脳から放出される磁場のオーダーは数フェムトテスラ (1 fT = 10-15 T) と非常に小さいため、地磁気を含めた外部由来の磁場をシールドすることが必要である。高周波ノイズと低周波ノイズをそれぞれ減少させるために、アルミニウムとミューメタルによって出来た部屋によって磁場をシールドする。

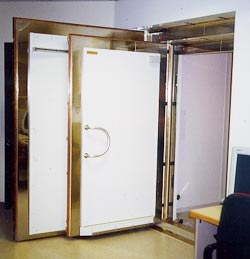
MSR の実際の写真。分離された、シールドのための層を見ることが出来る。

### 磁気的にシールドされた部屋
磁気的にシールドされた部屋 (Magnetically Shielded Room : MSR) は主に3層の入れ子構造になったものが典型的である。それぞれの層は、純アルミニウム層と高透磁性の強磁性体層 (モリブデン・パーマロイ合金に似たもの) によって出来ている。強磁性体層は厚さ 1mm のシートになっており、最内部の層は4枚のシート、外側の2層では3枚のシートが重なったものが用いられている。磁気的な連続性は重なり合う層によって保たれる。絶縁ワッシャがネジに利用され、それぞれの層を電気的に分離することで、SQUIDに悪影響を及ぼすラジオ波を遮蔽する。アルミニウムの電気的な連続性は、アルミニウムの重なり合う層によって保たれ、1Hz より大きい周波数のAC 渦電流を遮蔽する。最内部の層の接合部は銀か金でめっきされ、アルミニウム層の電気伝導率を上げている。

### アクティブ・シールディング・システム
3次元的なノイズの除去に自発的なノイズの除去システムが用いられる。このシステムを実装するために、低ノイズ磁束磁力計 (low-noise fluxgate magnetometer) がそれぞれの壁面の中央に、壁面に直行するように設置される。この磁束磁力計からの負のフィードバックが、ローパス・ネットワークを介して、しだいに正のフィードバックと振動を減衰させながら、DC増幅器へと伝えられる。振動ワイヤ消磁ワイヤがこのシステムに組み込まれている。振動ワイヤが透磁性を高め、消磁ワイヤが内層の全表面に取り付けられ、表面を消磁している。加えて、ノイズ・キャンセリング・アルゴリズムが低周波数ノイズと高周波数ノイズの両方を除去する。

## 電流源推定

### 逆問題
脳活動の位置を決定するために、頭外側で計測された磁場から活動源の位置を推定する信号処理の手法が用いられる。このような推定は逆問題を解くこととなる。 (この場合、順問題は活動源の位置とそこからの距離から磁場を推定する問題となる。) 一番の技術的な問題は逆問題が唯一の解を持たないことである。(つまり、いくつもの"正しい"解を持つ。) そして、最適解を見つける手法自身が徹底的な研究対象となっている。適切な解を得るには脳活動に関する前提的な知識を含んだモデルが用いられる。
電流源のモデルは過剰決定モデルと過少決定モデルの2種類がある。過剰決定モデルではデータに基づき位置を推定された数個の点状の電流源から構成される。一方、過少決定モデルは、多くの異なる広がりを持った領域が活動しているような場合に用いられる。計測された結果を説明する電流源の分布はいくつか考えられるが、もっとも可能性の高いものが選択される。より複雑な電流源のモデルほど、解の質を向上させると考える研究者も存在する。しかし、そのようなモデルは推定の頑健性 (robustness) を下げ、順モデルの誤差を上げてしまう。多くの実験では、単純なモデルが用いられ、誤差の起きる可能性を減らし、解を見つけるための計算時間を減らしている。位置推定のアルゴリズムは仮定された電流源と頭部のモデルを利用して、焦点となる磁場源の最適な位置を推定するものである。別の方法として、順モデルを用いずに電流源を分離するために独立成分分析をまず用いて、次にその分離された電流源のそれぞれの位置を推定するものがある。この方法は、非神経由来のノイズと神経由来の信号を正確に分離することで、優れた S/N 比 (信号とノイズの比) を示し、焦点となる神経電流源を分離することが可能になる。
過剰決定モデルを用いた位置推定アルゴリズムは、初めの位置推定に連続的な微調整を加えていくというものである。このシステムでは、まず初めに推定された電流源の位置情報から、順モデルを用いて、その電流源によって生み出される磁場を計算し、計算された磁場と実施に観測された磁場との誤差が減少するように電流源の位置が修正される。この修正を2つの磁場が一致するまで繰り返すのである。
別の方法としては、この不良設定な逆問題を無視し、ある固定点における電流を推定するもので、ビームフォーミング法を利用したものである。その様な手法の1つとして、データの共分散行列と双極子の磁場導出行列から、センサーに線形な重み付けをする空間フィルターを計算する、SAM (Synthetic Aperture Magnetometry) と呼ばれる方法がある。SAM は信号の時間的な要素を利用して双極子の非線形的な推定を行うが、信号のフーリエ変換を利用して、双極子の線形な推定を行う手法も存在する。そのようにして近似された電流源は巨大な脳神経ネットワークの同期を推定するための計算に用いられる。

### 磁場源の画像化
推定された磁場源の位置は核磁気共鳴画像法 (MRI) による画像と結合され、磁場源の画像 (magnetic source image : MSI) が作り出される。
。2組のデータは、MRI 上では脂質マーカー、MEG上では帯電性のコイルでそれぞれ標識された基準点の位置を計測することで結合される。それぞれのデータにおける基準点の位置は共通の座標系を定義するのために用いられ、脳機能に関する MEG のデータと脳構造に関する MRI のデータが重ね合わせ (coregistration) られる。
このような手法の臨床面への応用には、MRI 画像上に明確な境界線で色分けされた領域が描かれる事に関して批判がある。十分な訓練を受けていない者は、MEG の空間分解能が比較的低いために、この色分けが生理的な確実性ではなく統計処理により計算される確率の集合であるということを理解できない。磁場源の画像が他のデータを裏付ける場合は、臨床面での有用性があるだろう。

### 双極子電流源の位置推定
脳磁図の電流源のモデリング手法として広く受け入れられているものに、神経活動の位置を限局したものと仮定する等価電流双極子 (Equivalent Current Dipole : ECD) を計算するものがある。この双極子による推定手法は未知の双極子のパラメーターが脳磁図の計測データ数より少ないため、過剰決定で、非線形である。MUSIC (Multiple Signal Classification) や MSST (Multistart spatial and temporal) のような、自動的な複数双極子モデルのアルゴリズム脳磁図データの解析に利用されることもある。双極子モデリングの限界は3つの主要な欠点によって特徴付けられる。(1) 広がりを持った電流源を双極子で近似することは困難な点。(2) 解析の前に双極子の総数を正確に推定することは不可能な点。(3) 特に脳の深部において、双極子の位置推定の精度が低い点。

### リードフィールド・イメージング
複数双極子によるモデリングとは違い、リードフィールド・モデリングは電流源を多数の双極子を含んだ格子に分割する。この場合の逆問題はそれぞれの格子点における双極子モーメントを得ることである。脳磁図センサー数よりも未知の双極子モーメントの数の方が非常に多いため、逆問題の解は非常に過少決定的である。それを補うために、解の非一意性を減少させるような、新たな拘束条件が必要とされる。この手法の最大の長所としては、電流源モデルに対する、実験者による事前の推定が必要ない点がある。他の長所としては、計算負荷が比較的小さい点と、時間変化がスムーズな点が挙げられる。この2点により、単純な統計的比較が可能になる。また、短所としては、空間分解能が非常に低く、限局した電流源に対しても、空間的に広がったモデルを作ってしまう点が挙げられる。

### 独立成分分析
独立成分分析 (ICA) は時間に対して統計的に独立な異なる信号を分ける信号処理法である。この手法は初め、外来ノイズを含む脳磁図や脳電図の信号から瞬きや眼球運動、顔面筋、心拍等によるアーティファクトを除去するのに使われていた。しかし、ICA は統計的独立性を基盤とするため、高い相関を持つ脳活動に対しては分解能が下がる。

## 研究分野における脳磁図
研究においては、脳磁図は主に脳活動の時間変化を計測する目的で使用される。それは、そのような時間変化はfMRI では計測出来ないためである。また、脳磁図は一次聴覚野、一次体性感覚野、一次運動野の電流源を正確に特定することが出来る、一方、より複雑な認知課題におけるヒトの脳活動の機能的マッピングには限界がある。そのような場合においては、fMRI によるマッピングと組み合わせた実験がより好まれている。しかし、神経的なデータ (脳磁図) とヘモダイナミクスに基づくデータ (fMRI) は一致するとは限らず、両手法は補完し合うものである。しかし、両信号は共通の発生源を持つと考えられる。なぜなら、局所電場電位 (local field potentials : LFP) と BOLD信号 (blood oxygenation level dependent signals ) は深い関連があることが知られているからである。局所電場電位は脳電図、脳磁図が検出する信号であることから、脳磁図と BOLD 信号は共通の発生源を持つと考えられる。(BOLD 信号はヘモダイナミックな応答を介して発生するのではあるが)

### 焦点てんかん
脳磁図の臨床面での利用としては、てんかん患者におけるてんかん様神経活動の検出と発生位置の同定や、難治性てんかんや脳腫瘍患者の外科手術計画のために脳機能上重要な皮質 (eloquent cortex) の位置の同定が挙げられる。
てんかんの外科手術の目的は重要な脳領域を避けて神経学的な障害を防ぎつつ、てんかん源性組織を切除することである。重要な脳の領域 (例えば一次運動野、一次感覚野、視覚野、言語野) の位置を知ることは、最も重要である。皮質の直接刺激と硬膜下電極 (Electrocorticogram : ECoG) による計測は重要な脳領域の位置の同定手法の基準となる手法 (gold standard) であると考えられている。この手法は術中に行うか留置硬膜下格子電極によって行われるが、両方とも患者に対し侵襲的である。
体性感覚野に誘起された磁場の計測からの、脳磁図による中心溝の位置の同定の結果はそれらの侵襲的計測との強い一致を示すものであった。脳磁図による研究は、一次体性感覚野の機能的な機構の解明や、個々の指の刺激によって、手の体性感覚野の空間的広がりを描写することの助けとなった。この皮質組織の位置の同定における侵襲的計測と脳磁図による計測との一致は、脳磁図による解析の有効性を示している。

### 脳磁図の認知神経科学における利用
脳磁図は聴覚や言語処理などの認知処理の研究にも利用されている。.

## 他のイメージング技術との比較
脳磁図は1960年代から開発されてきたが、計算アルゴリズムとハードウェアの進化により急速に進歩している。また、改善された空間分解能と非常に高い時間分解能 (ms以上) を約束する。脳磁図は神経活動による信号を直接計測するので、その時間分解能は頭蓋内電極による計測に匹敵するほどである。
脳磁図の持つ性能は脳電図 (EEG)や、ポジトロン断層法 (PET)、fMRI 等の他の計測手法が持つ性能に匹敵するものである。さらに、脳磁図の持つ長所としては、脳磁図により計測される生体信号は脳電図のように頭の形に影響されない点(強磁性体の インプラントが無い限りは)や、ポジトロン断層法が持ち、MRIやfMRIで可能性が示唆されているような侵襲性をまったく持たない点が挙げられる。

### 脳電図 vs 脳磁図
脳電図も脳磁図も同じ神経生理学的な過程から得られる信号を計測しているが、両者には重要な違いが存在する。 
電場とは対照的に磁場は頭蓋骨や頭皮による抵抗の影響を受けにくい。そのため、脳磁図はより高い空間分解能を得ることが出来る。電場と磁場は互いに直交するので、最も感度の高い方向、通常は場が最大になる方向は互いに直交している。頭皮上脳電図は球状体積の伝導体内における、電流源の接線方向と動径方向の両方の成分に感受性を持つが、脳磁図は接線方向にしか感受性を持たない。したがって脳磁図は脳溝内の活動を選択的に計測する。一方、頭皮上脳電図は、脳溝と脳回の頂点の両方の活動を計測できるが、動径方向の電流源の信号が支配的である。
頭皮上脳電図はシナプス後電位によって発生する細胞外体積電流に感受性を持つが、脳磁図は主にシナプス後電位による細胞内電流を検出する。何故なら、体積電流による磁場成分は球状体積の伝導体ではキャンセルしあう傾向があるからである。距離によって生じる磁場の減衰は電場のそれよりも強い。したがって脳磁図は脳表面の活動により感受性が高く、新皮質性てんかんの研究に適している。また、データの解釈に影響を及ぼす、頭皮上脳電図における基準電極のような基準を必要としないという違いも存在する。 

### 一次資料
1. ↑  Cohen D.  Magnetoencephalography: evidence of magnetic fields produced by alpha rhythm currents.  Science 1968;161:784-6.
2. ↑  Zimmerman, J.E., Theine, P., and Harding, J.T.  Design and operation of stable rf-biased superconducting point-contact quantum devices, etc.  Journal of Applied Physics 1970; 41:1572-1580.
3. ↑  Cohen D.  Magnetoencephalography:  detection of the brain's electrical activity with a superconducting magnetometer.  Science 1972;175:664-66
4. ↑  Yamamoto T,Williamson SJ,Kaufman L,Nicholson C,Llinas R:Magnetic localization of neuronal activity in the human brain. Proc Natl Acad Sci 85:8732-8736,1988[9]
5. ↑  非侵襲高次脳機能計測とイメージング
6. 1 2  超高感度光ポンピング原子磁気センサの開発と医用イメージング
7. ↑  Okada Y (1983): Neurogenesis of evoked magnetic fields. In: Williamson SH, Romani GL, Kaufman L, Modena I, editors. Biomagnetism: an Interdisciplinary Approach. New York: Plenum Press, pp 399-408
8. ↑  D. Cohen, U. Schlapfer. Ahlfors, M. Hamalainen, and E. Halgren. New Six-Layer Magnetically-Shielded Room for MEG. Athinoula A. Martinos Center for Biomedical Imaging, Massachusetts General Hospital, Charlestown, MA; Mass.Inst.of Tech.; Imedco AG, Hagendorf, Switzerland; Low Temp. Lab., Helsinki Univ. of Technology.
9. ↑  The Forward model - the imaging process by Bjorn Gustavsson (2000)
10. ↑  Schnitzler, A. and Gross, J. Normal and pathological oscillatory communication in the brain. Nature Reviews Neuroscience, 2005;6:285-96.
11. ↑  Yamamoto T,Williamson SJ,Kaufan L,Nicholson C,Llinas R:Magnetic localization of neuronal activity in the human brain. Proc Natl Acad Sci 85:8732-8736,1988[5].
12. ↑  Huang, M; Dale, A M; Song, T; Halgren, E; Harrington, D L; Podgorny, I; Canive, J M; Lewis, S; Lee, R R. Vector-based spatial-temporal minimum L1-norm solution for MEG. NeuroImage, 2005; 31:1025-1037.
13. ↑  Hamalainen, M S; Ilmoniemi, R J. Interpreting magnetic fields of the brain: minimum norm estimates. Med. Biol. Eng. Comput. 1994; 32: 35-42.
14. ↑  Jung, T P; Makeig, S; Westerfield, M; Townsend, J; Courchesne, E; Sejnowski, TJ. Removal of eye  activity artifacts from visual event-related potentials in normal and clinical subjects. Clin. Neuro-physiol, 1997; 111: 1745-1758.
15. ↑  Luders HO. Epilepsy surgery. New York Raven Press, 1992.
16. ↑  Sutherling WW, Crandall PH, Darcey TM, Becker DP, Levesque MF, Barth DS. The magnetic and electric fields agree with intracranial localizations of somatosensory cortex. Neurology 198838:1705-14.
17. ↑  Rowley HA, Roberts TP. Functional localization by rnagnetoencephalography.Neuroimaging Clin North Am, 1995;5:695-710
18. ↑  Gallen CC, Hirschkoff EC, Buchanan DS. Magnetoencephalograpby and magnetic source imaging. Capabilities and limitations. Neuroimaging Clin North Am, 1995;5:22749
19. ↑  Cohen D, Cuffin BN. Demonstration of useful differences between the magnetoencephalogram and electroencephalogram. Electroencephalogr Clin Neurophysiol, 1983;56:38-51.
20. ↑   Barth DS, Sutherling WW, Beatty J. Intracellular currents of interictal penicillin spikes: evidence from neuromagnetic mapping. Brain Res, 1986;368:36-48.

## 関連文献
- Suk, J., Ribary, U., Cappell,J. Yamamoto, T. and Llinas, R.    Anatomical localization revealed by MEG recordings of the human somatosensory system.  EEG J  78:185-196, 1991.
- Hamalainen, M., Hari, R., Ilmoniemi, R., Knuutila, J. and Lounasmaa, O. V. (1993) "Magnetoencephalography - theory, instrumentation, and applications to noninvasive studies of signal processing in the human brain" in Reviews of Modern Physics 1993, 65: pp. 413-497
- Tanzer I.O., (2006) Numerical Modeling in Electro- and Magnetoencephalography, Ph.D. Thesis, Helsinki University of Technology,
- Baillet S., Mosher J. C., Leahy R. M.(2001) "Electromagnetic Brain Mapping" in IEEE Signal Processing Magazine, November 2001, 14-30.
- Cohen, D. "Boston and the history of biomagnetism". Neurology and Clinical Neurophysiology 2004; 30: 1.
- Cohen, D., Halgren, E. (2004). "Magnetoencephalography".  In: Encyclopedia of Neuroscience, Adelman G., Smith B., editors  Elsevier, 1st, 2nd and 3rd  (2004) editions.
- Murakami S, Okada Y. "Contributions of principal neocortical neurons to magnetoencephalography and electroencephalography signals". J Physiol. 2006 Sep 15;575(Pt 3):925-36.
- 栗城真也『生体磁気計測』コロナ社、1995年10月20日、119-171頁。ISBN 4339070289。